# Iwan Terłecki
Iwan Iwanowycz Terłecki, ukr. Іван Іванович Терлецький, ros. Иван Иванович Терлецкий, Iwan Iwanowicz Tierlecki (ur. 26 grudnia 1936 w Kijowie) – ukraiński piłkarz, grający na pozycji pomocnika, a wcześniej napastnika, trener piłkarski.

## Kariera piłkarska
W 1956 rozpoczął karierę piłkarską w drużynie rezerw Dynama Kijów, a w 1957 debiutował w składzie pierwszej drużyny. Od 1958 do 1963 po jednym sezonie bronił barw klubów OBO Kijów, Kołhospnyk Czerkasy, Arsenał Kijów, Daugava Ryga, Trudowi Rezerwy Ługańsk i Polissia Żytomierz. Latem 1963 przeszedł do Metałurha Zaporoże. Na początku 1965 przeniósł się do Spartaka Iwano-Frankiwsk, w którym zakończył karierę piłkarza w roku 1967.

## Kariera trenerska
Karierę szkoleniowca rozpoczął po zakończeniu kariery piłkarza. W 1970 prowadził Szachtar Krasnyj Łucz. W latach 1973–1974 pomagał trenować Łokomotyw Winnica, a w pierwszej połowie sezonu 1974 stał na czele winnickiego klubu. W 1979 pomagał trenować Bukowynę Czerniowce, we wrześniu 1979 roku został mianowany na stanowisko głównego trenera winnickiego zespołu, który już nazywał się Nywa Winnica. Właśnie on skierował zawodnika Nywy Wasyla Raca do Dynama Kijów. We wrześniu 1982 został zwolniony z zajmowanego stanowiska, a następnie w latach 1983-1984 kierował klubem Krywbas Krzywy Róg.
Przez cały ten czas utrzymywał bliskie stosunki z kierownictwem Dynama Kijów, rzeczywiście działając jako skaut klubu z Kijowa. Następnie oficjalnie objął stanowisko skauta Dynama Kijów i był zaangażowany w poszukiwaniu talentów dla Dynamo, zarówno na Ukrainie jak i za granicą. Pracował w Szkole Sportowej Dynamo Kijów. Zimą 1993 dołączył do nowo utworzonego sztabu szkoleniowego FK Boryspol, którym prowadził Wołodymyr Bezsonow. Po rezygnacji Bezsonowa i reorganizacji klubu w CSKA-Borysfen Kijów kontynuował współpracę z nowym trenerem Mychajłem Fomenkiem.
Potem powrócił do Dynama Kijów i pracował jako skaut. Przyczynił się do przejścia do Kijowa z Baltika Kaliningrad Maksima Szackich, długo stał na czele grupy selekcyjnej Dynama Kijów. Od 2007 roku zajmował się głównie selekcją utalentowanych dzieci. W czerwcu 2014 zakończył pracę w klubie i odszedł na emeryturę.

## Sukcesy i odznaczenia

### Sukcesy piłkarskie
Trudowi Rezerwy Ługańsk
- mistrz Klasy B ZSRR: 1962 (strefa 3)
- mistrz Ukraińskiej SRR: 1962

### Sukcesy trenerskie
Nywa Winnica
- wicemistrz Wtoroj Ligi ZSRR: 1981 (strefa 5)
- wicemistrz Ukraińskiej SRR: 1981

### Odznaczenia
- tytuł Mistrza Sportu ZSRR